# 千葉ニュータウン鉄道
千葉ニュータウン鉄道株式会社（ちばニュータウンてつどう、英: Chiba Newtown Railway Co.,Ltd.）は、千葉県船橋市の小室駅から印西市の印旛日本医大駅までの鉄道路線を保有する第三種鉄道事業者である。京成電鉄の完全子会社で京成グループに属し、本社も京成電鉄本社ビル内（市川市）に置いている。代表取締役社長は京成電鉄の役員が務める。
住宅・都市整備公団（後の都市基盤整備公団、現・都市再生機構）が保有していた鉄道路線と車両を譲受するために設立された会社である。

## 概要
小室駅 - 印旛日本医大駅間は、千葉県と宅地開発公団（および後身の住宅・都市整備公団、都市基盤整備公団。以下、総称して『公団』と記す。）が開発した千葉ニュータウンと都心とを結ぶ唯一の交通機関として、千葉県営鉄道北千葉線（都営10号線延伸区間）の免許の一部を引き継ぐ形で公団自らが地方鉄道法に基づく鉄道事業者となり、1984年から2000年にかけて開業させた路線である。開業当初は「住宅・都市整備公団千葉ニュータウン線」（略称・公団線）として公団自らが車両と鉄道施設を保有した上で、北初富駅 - 小室駅間を開業させていた第三セクターの北総開発鉄道（現・北総鉄道）に運行を委託していたが、1986年に鉄道事業法が成立したのを機に1988年から上下分離方式を導入し、北総開発鉄道が第二種鉄道事業者、公団が第三種鉄道事業者となり、北総開発鉄道が「北総・公団線」として自社路線（北総線）と一体的な運行管理を行う形態となって、公団は施設・車両の保有のみを行う運営形態となった。
その後、特殊法人等改革基本法に基づき2004年に都市基盤整備公団が（法人形態としての）公団から独立行政法人（都市再生機構）に組織移行するにあたり、公団線の輸送人員が当初の予想を下回る状態が続き厳しい経営状況が続いていたことを踏まえ、公団線を他の事業主体に譲渡し鉄道事業から撤退することを決定。北総開発鉄道の親会社でもある京成電鉄が2004年3月に受け皿となる「千葉ニュータウン鉄道株式会社」を設立し、都市基盤整備公団及び千葉ニュータウン鉄道が国土交通大臣に対し鉄道事業法第26条に基づく鉄道事業の譲渡譲受認可を申請。同年6月22日付で認可され、公団の事業終了翌日の2004年7月1日をもって千葉ニュータウン鉄道の保有する路線となった。譲受金額は193億円。
その後、2010年に京成電鉄が成田空港線（成田スカイアクセス線）を開通させるのにあたり、京成電鉄も千葉ニュータウン鉄道区間の第二種鉄道事業の免許を取得。これにより、現在の主な収入源は第二種事業者である北総鉄道・京成電鉄から入る線路使用料となっている。この年間線路使用料が京成の3億7535万円に対して、北総鉄道は25億2714万円になっているために北総線（千葉ニュータウン鉄道区間を含む）の運賃高止まりにつながっているのではないかと問題視する意見もある。

### 年表
- 1975年（昭和50年）：宅地開発公団（当時）が千葉県（千葉県営鉄道）からの委託を受けて千葉県営鉄道北千葉線 小室駅 - 印旛松虫駅（仮称、現・印旛日本医大駅）間の建設工事に着手。
- 1978年（昭和53年）1月：宅地開発公団法が改正され、小室駅 - 印旛松虫駅間の事業免許を千葉県（千葉県営鉄道）から宅地開発公団に譲渡する協定を締結。
- 1981年（昭和56年）10月1日：住宅・都市整備公団法（昭和56年5月22日法律第48号）により、住宅・都市整備公団が設立（宅地開発公団と日本住宅公団を組織統合）され、小室駅 - 印旛松虫駅間の鉄道事業も住宅・都市整備公団に承継される。
- 1984年（昭和59年）3月19日：住宅・都市整備公団千葉ニュータウン線 小室駅 - 千葉ニュータウン中央駅間 （4.0km）開業。運行を北総開発鉄道（現・北総鉄道）に委託。
- 1987年（昭和62年）4月1日：鉄道事業法施行。同法の経過措置に基づき1年間限定で従前の運行委託を継続。
- 1988年（昭和63年）4月1日：千葉ニュータウン線について、北総開発鉄道が鉄道事業法に基づく第二種鉄道事業者、住宅・都市整備公団が同第三種鉄道事業者となり、案内上の路線名が「北総・公団線」となる。
- 1995年（平成7年）4月1日：千葉ニュータウン中央駅 - 印西牧の原駅間（4.7km）開業。
- 1999年（平成11年）10月1日：住宅・都市整備公団を都市基盤整備公団（都市公団）に改組。都市公団が第三種鉄道事業を承継。
- 2000年（平成12年）7月22日：印西牧の原駅 - 印旛日本医大駅間（3.8km）開業。
- 2003年（平成15年）6月20日：独立行政法人都市再生機構法（平成15年法律第100号）が成立、都市公団の廃止が決定する。
- 2004年（平成16年）
  - 2月27日：京成電鉄・千葉県・都市公団が千葉ニュータウン線の鉄道施設を都市公団から京成が設立する子会社に有償譲渡する方針を発表。
  - 3月16日：京成電鉄が千葉ニュータウン鉄道株式会社を設立。
  - 6月22日：鉄道事業法第26条に基づく鉄道事業の譲渡譲受申請が国土交通大臣より認可される[5]。
  - 7月1日：都市公団が都市再生機構に移行、同時に都市公団から千葉ニュータウン鉄道に施設譲渡[6]。案内上の路線名が単に「北総線」となる[6]。
- 2010年（平成22年）7月17日：千葉ニュータウン鉄道区間を含む京成成田空港線（成田スカイアクセス線）開業。京成電鉄と北総鉄道の第二種鉄道事業区間となる。

## 保有車両
住宅・都市整備公団時代に製造され同公団が保有していた9100形（C-Flyer）・9200形を保有しているほか、京成より3700形のリースを受けて9800形とした。9800形が東急車輛製である以外は、全車日本車輌製である。

### 現有車両

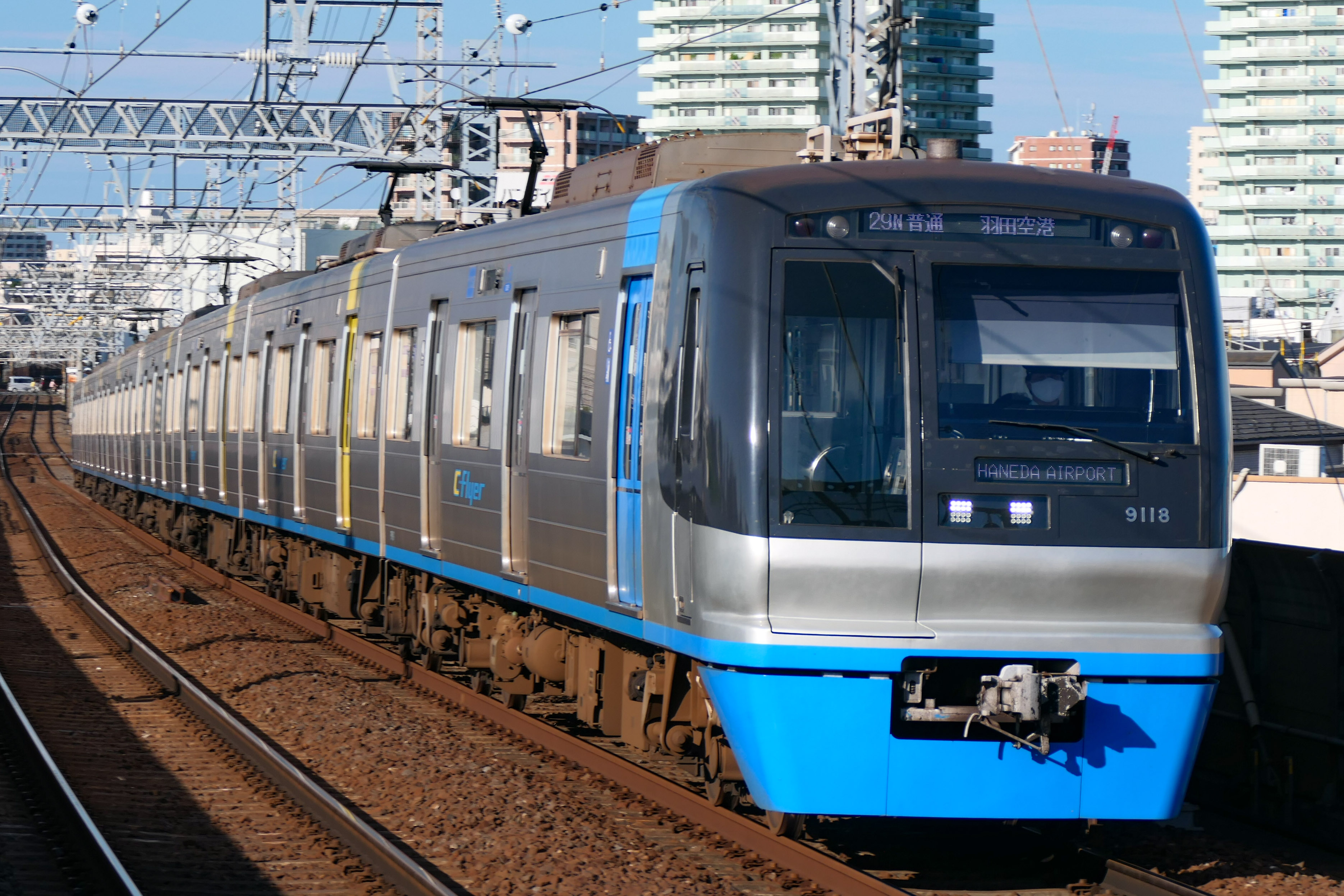
9100形
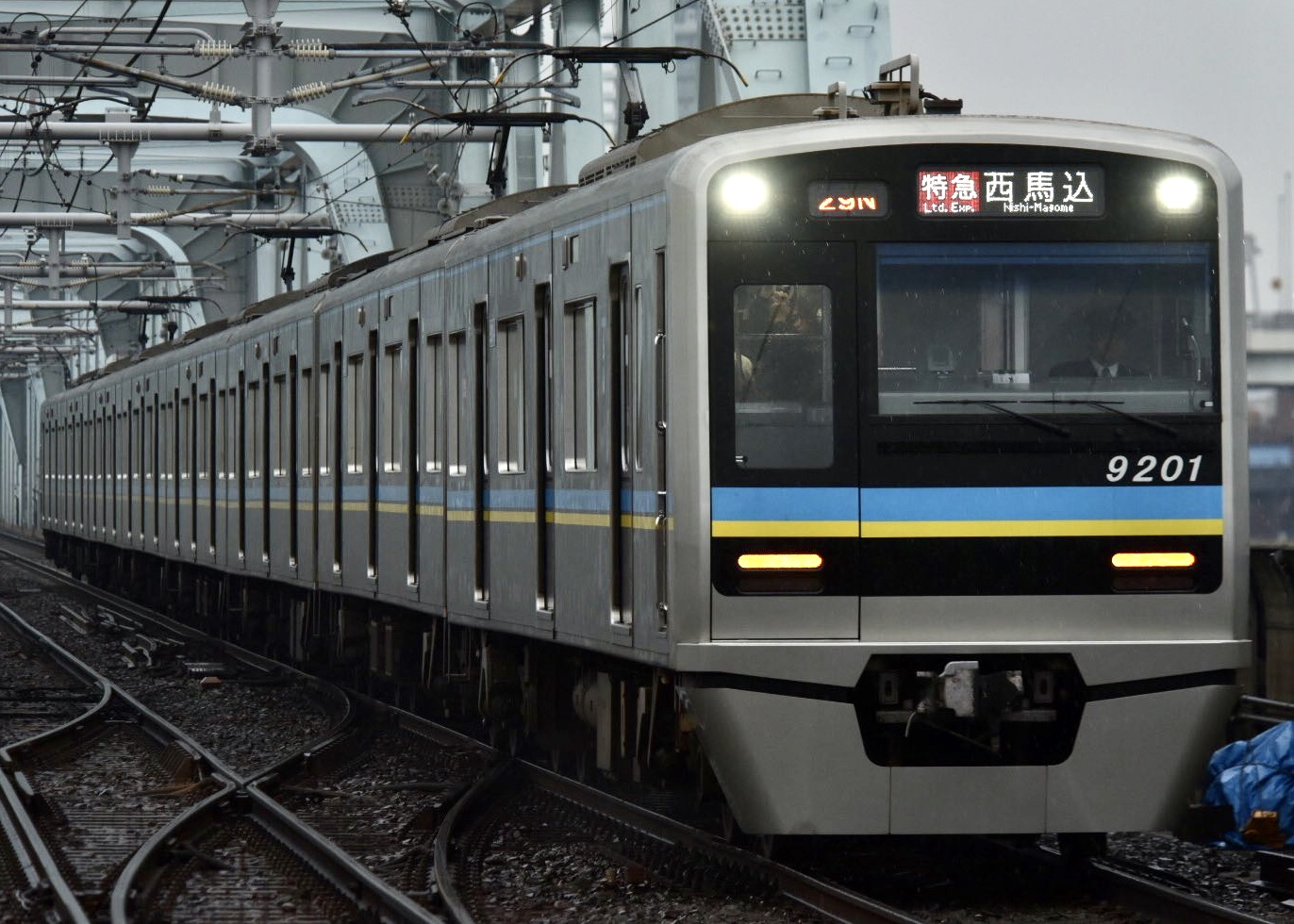
9200形
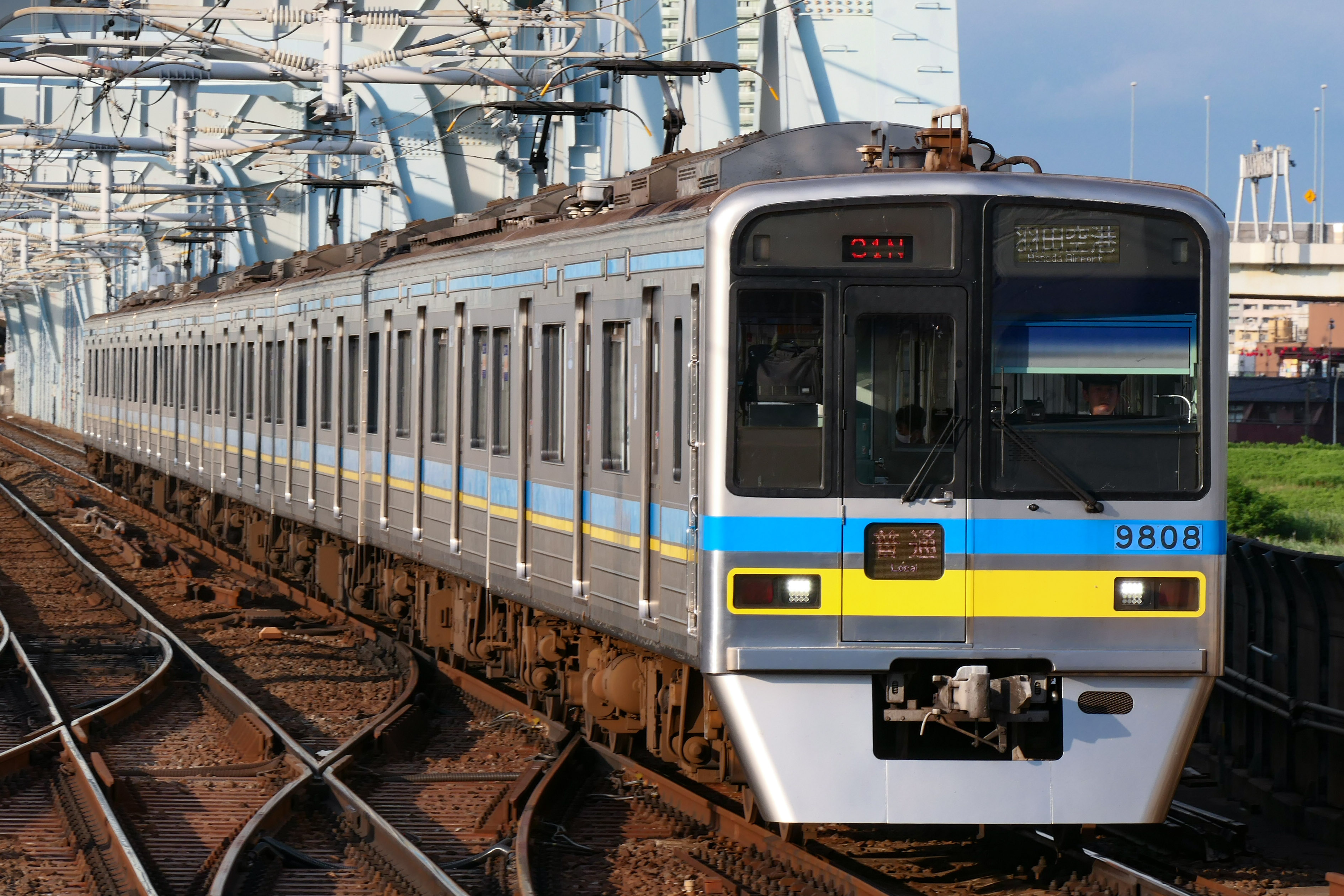
9800形

- 9100形
- 9200形
- 9800形

### 過去の車両
- 9000形（2017年3月運用終了）

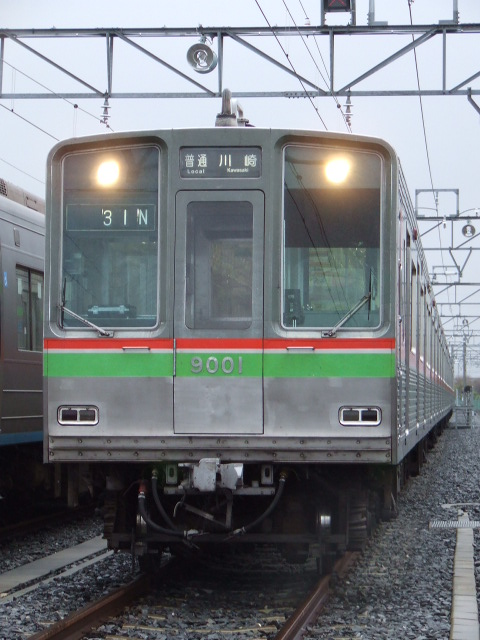
9000形

## 路線
北総線小室駅 - 印旛日本医大駅間12.5 km の第三種鉄道事業を行っている。

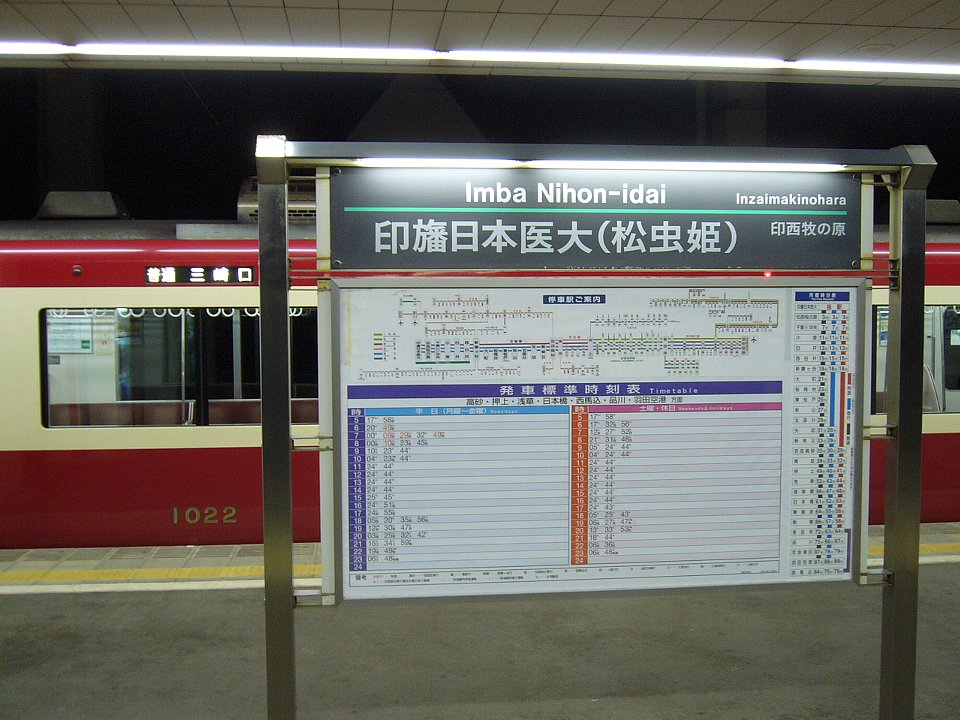
印旛日本医大駅の駅名標 （オリジナルデザイン時代）

各駅の駅名標は長年北総鉄道とは異なるオリジナルデザインのものが使用されていたが、2015年から2016年にかけて、北総鉄道のデザインに更新された。また公団時代には、駅舎に都市基盤整備公団のマークが設置されていたが、現在は撤去され北総鉄道関連の表記のみなされている。